# After LIKE
『After LIKE』（アフター・ライク）は、韓国の女性アイドルグループ・IVEの楽曲。3rdシングルアルバムとして、2022年8月22日にKakao Entertainment・STARSHIPエンターテインメントからリリースされた。

## 概要
前作の『LOVE DIVE』以来約4ヶ月ぶりにリリースされたIVEによる3枚目のシングルアルバムである。表題曲はグロリア・ゲイナーの『恋のサバイバル』をサンプリングした構成になっており、作詞には前作と前々作に引き続きソ・ジウムが参加している。
表題曲のチャートは2022年では4回目のパーフェクトオールキルを達成し、販売枚数は販売2日目で韓国の女性アイドルグループ初動販売枚数歴代3位の約46万枚を記録し、9月2日にはミリオンセラーを達成した。

## プロモーションと背景
2022年7月18日、STARSHIPエンターテインメントが「IVEが8月のカムバックを目標に準備している」と発表した。
7月25日にカミングスーンイメージが公開され、7月31日には「I’VE SUMMER FILM」と題したプロモーションフィルムが公開された。本映像のナレーションは「保健教師アン・ウニョン」や「フィフティーピープル」、「地球でハンアだけ」などの本を執筆した作家のチョン・セランが書き下ろしたものである。
8月21日、表題曲をTikTokにて先行公開を行い、22日にリリースと同時にミュージック・ビデオが公開された。同日にはリリースを記念したカムバックショーがNAVER NOW.の「#OUTNOW」にて行われた。元々は汝矣島のムルビッ広場でゲリラコンサートが行われる予定であったが、豪雨の影響による漢江の水位の上昇により中止となった。

## 収録曲
| #         | タイトル            | 作詞       | 作曲                                                                                               | 編曲                                                   | 時間 |
| --------- | ------------------- | ---------- | -------------------------------------------------------------------------------------------------- | ------------------------------------------------------ | ---- |
| 1.        | 「After LIKE」      | ソ・ジウム | RYAN JHUN / Anders Nilsen / Andrè Jensen / Iselin Solheim                                          | RYAN JHUN / Anders Nilsen / AVIN / SLAY                | 2:56 |
| 2.        | 「My Satisfaction」 | イ・スラン | RYAN JHUN / Josh Cumbee / Afshin Salmani / Nat Dunn / Ilan Kidron / Anna Timgre / Justin Reinstein | RYAN JHUN / Josh Cumbee / Afshin Salmani / AVIN / SLAY | 3:14 |
| 合計時間: | 合計時間:           | 合計時間:  | 合計時間:                                                                                          | 合計時間:                                              | 6:10 |

## 音楽性

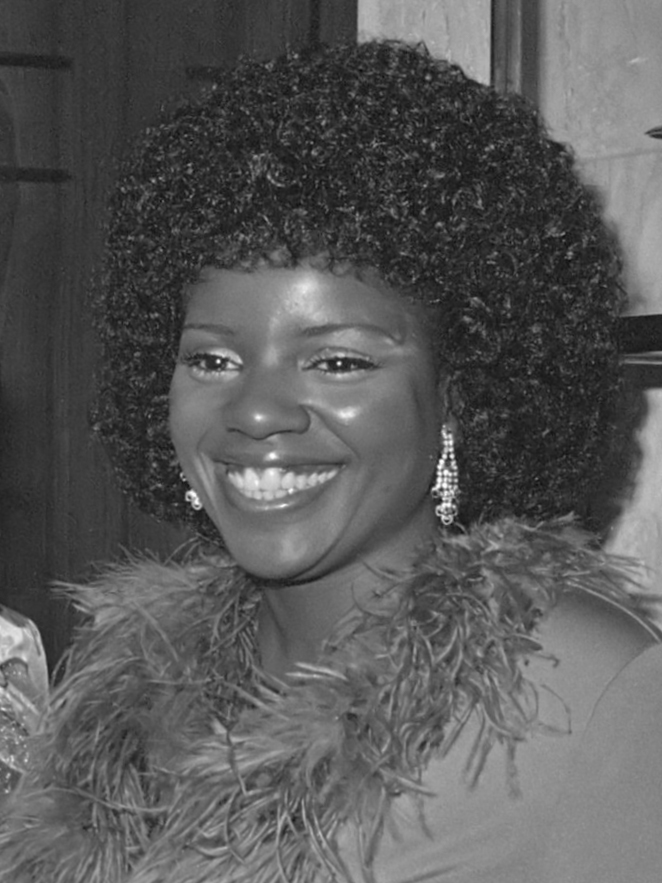
グロリア・ゲイナーは表題曲のサンプリング元『恋のサバイバル』の原曲者である。1976年撮影。

表題曲の『After LIKE』はEDMやポップス、ハウスなどの様々なジャンルが結合された、華やかな雰囲気の楽曲である。楽曲のテーマは前作の『LOVE DIVE』の「愛する勇気があればいつでも飛び込んでみよう」というテーマとは異なり、「多彩な魅力を見せてあげるから、気持ちではなく行動で見せてほしい」というテーマの下歌唱されている。
前作の『LOVE DIVE』の「躊躇う時間は3秒でいい」という一部内容の歌詞とリンクして、本楽曲ではイントロが3秒以内に始まる構成になっている。またグループの表題曲としては初めてラップのパートが導入されており、ラップメイキングはガウルとレイが担当している。
本楽曲はグロリア・ゲイナーの『恋のサバイバル』をサンプリングしており、今までにもジンジュの『私は大丈夫』やロビー・ウィリアムズの『Supreme』などといった様々な楽曲のサンプリングとして使われた事がある。楽曲の制作に携わったライアン・ジョンは「楽曲の使用承認には約6ヶ月余りの期間がかかり、楽曲への投資費用もなかなか手強かった」と話している。

## 批評
| 専門評論家によるレビュー | 専門評論家によるレビュー |
| レビュー・スコア         | レビュー・スコア         |
| 出典                     | 評価                     |
| ------------------------ | ------------------------ |
| NME                      | 4/5stars                 |

NMEは本アルバムに対して5つ星中4つ星の評価を与え、音楽評論家のCarmen Chinは「IVEほど初年度にK-POPの成層圏を支配した人はいない」と評価し、続けて下のようにコメントした。
| 「 | 曲のコレクションとして、「After LIKE」は、IVEがデビュー以来数ヶ月の間に私たちに見せてくれた音楽の旅の第3章にふさわしいものとなっています。これは、彼らが独自のサウンドとビジュアルコンセプトを発展させながら、愛のニュアンスに慣れた若い女性として開花する物語の弧です。「ELEVEN」のリリース以来、この6人組は全速力で走り続けており、「After LIKE」を聴く限りでは、すぐにブレーキを踏むつもりはないようだ。 | 」 |

## 成績

### 表題曲のチャート成績
8月30日、ビルボード200に48位でランクインした。その他にもアメリカ除外のビルボードグローバルでは27位、ワールドデジタルソングセールズでは3位、ホットトレンディングソングでは12位を記録し、計4つのチャートにランクインした。SpotifyではグローバルTOP50に49位で初のチャートインを果たし、翌日には23位となった。また韓国のTOP200では1位を獲得し、アメリカのTOP200では初登場86位を獲得した。表題曲はリリースから3日間で、合計723万6824回ストリーミングされた。MelonではTop 100に9位で初めてチャートインし、リリースから6日経った28日に1位にランクインした。前作もTop 100にて1位を獲得したこともあり、IVEは2022年に複数曲で1位を獲得した初のK-POPグループとなった。
9月13日、Melon、genie、Bugs!、FLO、VIBE、Spotify Korea、YouTube Music Koreaの6つのチャートのリアルタイムチャート、デイリーチャート、ウィークリーチャートなどですべて1位を記録する「パーフェクトオールキル（以下: PAK）」を達成した。2022年でPAKを達成した楽曲はテヨンの『INVU』、(G)I-DLEの『TOMBOY』、BIGBANGの『春夏秋冬』の3曲のみであり、本アルバムの表題曲を含めると今年で4曲目である。

### 販売枚数
HANTEO集計によると販売初日で売上枚数は46万4,690枚を突破し、販売2日で初動売上枚数女性アイドルグループ歴代3位を記録した。4日目では71万枚を突破し、2位の記録であるBLACKPINKの『THE ALBUM』の記録を塗り替えた。1週間の初動売上枚数の合計は92万4,363枚であり、前作の『LOVE DIVE』の33万8,141枚を大きく上回る事となった。9月2日には100万枚以上を売り上げた事でミリオンセラー作品となり、グループ史上最高の売上枚数を更新した。

### 音楽番組首位
| プログラム         | 日時 (計11冠) | 参考   |
| ------------------ | ------------- | ------ |
| ミュージックバンク | 2022年9月2日  | [ 23 ] |
| ミュージックバンク | 2022年9月9日  | [ 24 ] |
| ミュージックバンク | 2022年9月23日 | [ 25 ] |
| SHOW CHAMPION      | 2022年8月31日 | [ 26 ] |
| SHOW CHAMPION      | 2022年9月7日  | [ 27 ] |
| 音楽中心           | 2022年9月3日  | [ 28 ] |
| 音楽中心           | 2022年9月17日 | [ 29 ] |
| 音楽中心           | 2022年9月24日 | [ 30 ] |
| THE SHOW           | 2022年8月30日 | [ 31 ] |
| THE SHOW           | 2022年9月6日  | [ 32 ] |
| M COUNTDOWN        | 2022年9月15日 | [ 33 ] |

## リリース日程
| 地域   | 日程          | フォーマット | レーベル                                                   |
| ------ | ------------- | ------------ | ---------------------------------------------------------- |
| 韓国   | 2022年8月22日 | CD           | - STARSHIPエンターテインメント - Kakaoエンターテインメント |
| 全世界 | 2022年8月22日 | デジタル配信 | - STARSHIPエンターテインメント - Kakaoエンターテインメント |